# Homocorpis buckleyi
Homocorpis buckleyi är en skalbaggsart som beskrevs av Waterhouse 1891. Homocorpis buckleyi ingår i släktet Homocorpis och familjen bladhorningar. Inga underarter finns listade i Catalogue of Life.